# Jean Lucas Oliveira
Jean Lucas Oliveira, född 22 juni 1998, är en brasiliansk fotbollsspelare som spelar för Bahia. 

## Karriär
I januari 2021 lånades Jean Lucas ut av Lyon till Brest på ett låneavtal över resten av säsongen 2020/2021. Den 2 augusti 2021 värvades Jean Lucas av AS Monaco, där han skrev på ett femårskontrakt.
Den 15 juli 2023 blev Jean Lucas klar för en återkomst i Santos, där han skrev på ett fyraårskontrakt. Den 10 januari 2024 värvades Jean Lucas av Bahia, där han skrev på ett femårskontrakt.